# Võ Thị Sáu
Võ Thị Sáu (1933-23 janvier 1952) est une écolière vietnamienne qui, pendant la guerre franco-vietnamienne au Vietnam, a commis à plusieurs reprises des tentatives d'assassinat contre des militaires français et des collaborateurs vietnamiens du gouvernement colonial français au Sud-Vietnam.
Elle est capturée, jugée, condamnée et exécutée par les colonialistes français en 1952, devenant ainsi la première femme à être exécutée au bagne de Poulo Condor. Elle est considérée aujourd'hui, comme une héroïne et une martyre nationale au Vietnam. Le gouvernement vietnamien la considère comme le symbole d'une martyre héroïque typique dans la guerre de résistance contre la France et lui a décerné à titre posthume le titre de Héros des Forces armées populaires en 1993.

## Biographie
Võ Thị Sáu naît dans la commune de Phước Thọ, dans le district de Đất Đỏ en 1933. À l'époque, cette région fait partie de la province de Bà Rịa, mais fait aujourd'hui partie du district de Long Đất, dans la province de Bà Rịa-Vũng Tàu. En 1948, elle devient membre d'un groupe de guérilla local après que plusieurs de ses amis et de sa famille aient rejoint le Việt Minh.
À l'âge de 14 ans, elle lance une grenade sur un groupe de soldats français dans le quartier du marché surpeuplé, faisant un mort et douze blessés. Elle s'échappe sans être détectée. À la fin de 1949, elle lança une autre grenade sur un chef de canton vietnamien, un homme de la localité responsable de l'exécution de nombreux sympathisants présumés du Việt Minh. La grenade n'explose pas et Võ Thị Sáu est arrêtée par les autorités françaises.
Võ Thị Sáu est emprisonnée dans trois lieux différents, le dernier d'entre eux étant un poste de police situé près du bagne de Poulo Condor, dans les îles Côn Đảo. Elle est exécutée le 13 mars 1952, à l'âge de 19 ans, par peloton d'exécution dans la section de Bagne III. Elle aurait refusé de porter un bandeau sur les yeux,.

## Mémoire

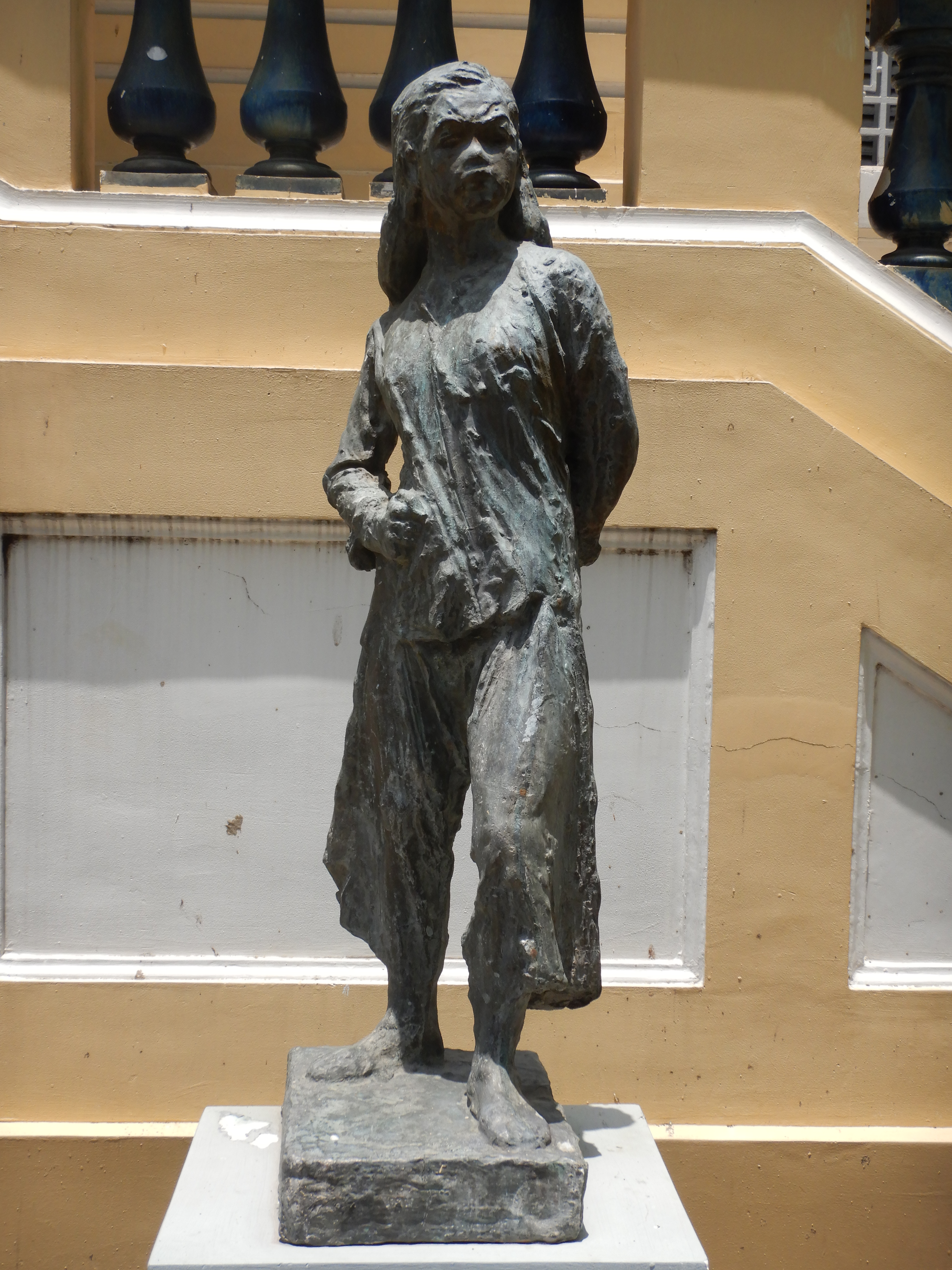
Statue en bronze représentant Võ Thị Sáu par le sculpteur vietnamien Diệp Minh Châu, 1958.

Võ Thị Sáu est considérée comme une martyre nationaliste et un symbole de l'esprit révolutionnaire. Elle est célébrée par le peuple vietnamien comme un esprit ancestral, des groupes de fidèles vénérant sa tombe dans le cimetière de Hàng Duong, sur l’île de Côn Sơn.
Un temple lui est également dédié dans sa ville natale de Đất Đỏt. De nombreuses villes et villages vietnamiens ont également des rues et des écoles qui portent son nom.[réf. nécessaire]

## Voir également
- Nguyễn Văn Trỗi